# Koenigsegg CC850
La Koenigsegg CC850 è un'autovettura sportiva prodotta dalla casa automobilistica svedese Koenigsegg a partire dal 2023.

## Profilo e contesto

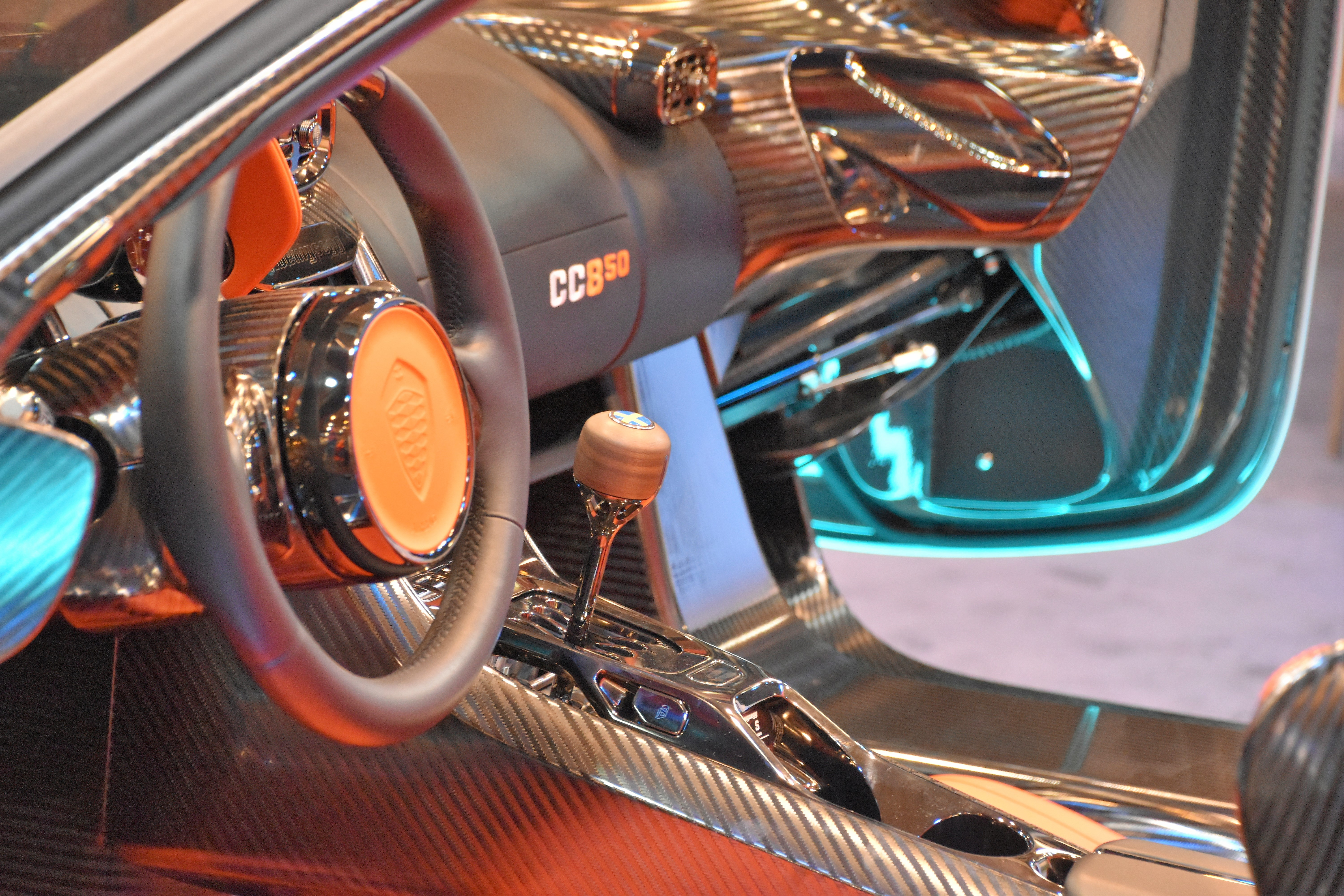
Interni

La vettura, una sportiva a motore centrale, doveva esordire al salone di Ginevra 2022 ma a causa della sua cancellazione il suo debutto è stato posticipato venendo presentata ufficialmente per la prima volta il 19 agosto 2022 a Pebble Beach in California durante la Monterey Car Week, come omaggio alla CC8S e per commemorare il 20º anniversario della prima vettura prodotta dal costruttore scandinavo. La produzione della CC850 era originariamente prevista in 50 unità per celebrare il 50º compleanno del fondatore dell'azienda Christian von Koenigsegg ma tuttavia, a causa della forte richiesta della vettura, ne è stata incrementata la produzione di altre 20 unità rispetto a quelle inizialmente preventivate.

## Descrizione e tecnica
Malgrado il nome e l'estetica, la CC850 non condivide alcun componente con la CC8S. Dalla Jesko, invece, la vettura riprende alcune soluzioni tecniche come le sospensioni anteriori e posteriori multilink, che consistono in doppi bracci trasversali con ammortizzatori gas-idraulici anteriori e del tipo Triplex nella parte posteriore. Lo sterzo è a pignone e cremagliera. 
Anche il motore è ripreso in parte dalla Jesko: il 5.0 litri V8 dotato di due turbocompressori però più piccoli, eroga una potenza di 1185 CV a 7800 giri/min con carburante normale o 1385 CV con carburante E85. La coppia massima è di 1385 Nm a 4800 giri/min. 
I cerchi in alluminio forgiato (20" x 9,5" anteriori, 21" x 12,25" posteriori) sono montati su pneumatici Michelin Pilot Sport 4S con misura rispettivamente di 265/35R-20 all'anteriore e 325/30R-21 al posteriore. Il sistema frenante carboceramico fornita dalla Brembo si compone di un set di pinze a 6 pistoncini con dischi da 410 mm all'avantreno e di pinze a 4 pistoncini con dischi da 395 mm al retrotreno.
La particolarità principale della vettura sta nella trasmissione denominata Light Speed. Essa si compone di un cambio automatico a 9 marce prodotto dalla stessa Koenigsegg che invia la potenza del motore alle ruote posteriori. In più è presente una funzione chiamata Engage Shifter System, che consente al guidatore di simulare un cambio manuale a sei marce con il classico leveraggio posizionato al centro del tunnel centrale, con anche il pedale della frizione fisico.